# Lietuvos socialdemokratų partija
Die Lietuvos socialdemokratų partija (LSDP, Sozialdemokratische Partei Litauens) ist eine politische Partei in Litauen. Die Partei in ihrer heutigen Form entstand 2001 durch den Zusammenschluss der Lietuvos demokratinė darbo partija (LDDP, Demokratische Arbeitspartei Litauens), der direkten Nachfolgepartei des litauischen Zweigs der KPdSU, und der kleineren Lietuvos socialdemokratų partija (LSDP), deren Gründung bereits 1896 erfolgte. Sie ist neben dem konservativen Vaterlandsbund die zweite große und gut etablierte Partei im litauischen Parteiengefüge und knapp vor jenem mit 15.600 Mitgliedern die größte Partei im Land.

## Geschichte

### Erste Republik
Die erste sozialdemokratische Partei Litauens (LSDP) gründete sich am 1. Mai 1896 in Vilnius. 1905 konnte sie den litauischen Zweig der Polnischen Sozialistischen Partei (PPS) integrieren. 1917/18 nahmen Vertreter der LSDP am Hohen Rat Litauens teil, der die Gründung eines unabhängigen Litauens vorbereitete, und unterschrieben am 16. Februar 1918 die Unabhängigkeitserklärung. Die LSDP war 1920–1922 mit 12 (von 150) Sitzen im Verfassung gebenden Parlament vertreten. In den folgenden Wahlen 1922 und 1923 erhielt sie 8 bzw. 10 Mandate und blieb in der Opposition. Nach den Wahlen im Mai 1926 konnten die Sozialdemokraten (15 Sitze) mit der Litauischen Bauernpartei (22 Sitze) eine Regierungskoalition bilden. Diese Regierung wurde allerdings am 17. Dezember 1926 gestürzt, das Parlament aufgelöst. Die LSDP existierte außerparlamentarisch bis zum Verbot aller Parteien in Litauen 1936. Nach dem Zweiten Weltkrieg setzte sie ihre Arbeit im Exil in den USA fort.

### Seit 1989
Mit dem Ende der kommunistischen Ära in Litauen formierte sich auch die LSDP in Litauen neu. Im Mai 1989 wurde die Wiedergründung der LSDP auf litauischem Boden verkündet. Die LSDP wirkte nach den Wahlen von 1990 im Verfassung gebenden Seimas an der Unabhängigkeitserklärung und der Ausarbeitung der neuen Verfassung mit. Bei den Wahlen 1992 erreichte sie allerdings nur 8 Mandate, 1996 waren es 12 Sitze. Vorsitzende der Partei waren Kazimieras Antanavičius (1989–1991), Aloyzas Sakalas (1991–1998) und Vytenis Andriukaitis (1998–2001).
Bei der Parlamentswahl 2000 trat die LSDP in einer gemeinsamen Wahlliste mit den Ex-Kommunisten von der LDDP an und konnte sich auf 17 Sitze steigern. Dennoch verblieb sie zunächst in der Opposition. Die im Wahlkampf 2000 begonnene Zusammenarbeit mit der LDDP führte am 27. Januar 2001 zur Vereinigung der beiden Parteien. Die kleinere LSDP (die LDDP hatte nach den Wahlen 27 Mandate und von 1992 bis 1996 die Regierung gestellt) konnte den Namen in die neue Vereinigung einbringen. Neuer Vorsitzender wurde jedoch der bisherige Chef der LDDP, Algirdas Brazauskas.
Mit dem Ende der Regierung Paksas im Juni 2001 übernahm die LSDP in einer Koalition mit den Sozialliberalen die Regierungsverantwortung und Brazauskas wurde neuer Premierminister. In verschiedenen Koalitionen regierte die LSDP bis zu der Parlamentswahl 2008. Nach Algirdas Brazauskas übernahm im Juli 2006 Gediminas Kirkilas das Amt des Ministerpräsidenten und am 19. Mai 2007 auch das Amt des Parteivorsitzenden.
Bei der Kommunalwahl 2007 erhielt die Partei 302 Mandate (19,5 Prozent) und wurde damit stärkste Kraft. Bei der Parlamentswahl 2008 erlitt die LSDP herbe Verluste, erhielt nur noch 11,7 Prozent der gültigen Stimmen und kam lediglich durch zahlreiche Direktmandate auf 26 der 141 Sitze im Seimas. Sie ist seither nicht mehr in der Regierung.
Beim Parteikongress am 7. März 2009 trat Gediminas Kirkilas nicht mehr für den Parteivorsitz an – offiziell, um die Einigkeit der Partei nicht zu gefährden. Neuer Parteivorsitzender wurde in einer Kampfabstimmung der frühere Finanzminister Algirdas Butkevičius. Er erhielt 329 Stimmen, gegenüber 242 Stimmen für den Favoriten des Ex-Premierministers Brazauskas, Zigmantas Balčytis, und 26 für den früheren Parteivorsitzenden Vytenis Andriukaitis.
Die Europawahlen 2009 brachten für die Sozialdemokraten – allerdings bei einer sehr niedrigen Wahlbeteiligung – eine gewisse Konsolidierung. Sie wurden mit 18,6 Prozent der gültigen Stimmen zweitstärkste Partei hinter den Konservativen und gewannen somit drei Mandate im Europaparlament.
Bei der Parlamentswahl 2012 wurde die LSDP mit 18,4 Prozent hinter der Arbeitspartei zwar nur zweitstärkste Kraft, gewann aber mit 38 von 140 die meisten Parlamentsmandate. Gemeinsam mit der Arbeitspartei, der „Ordnung und Gerechtigkeit“ und der Wahlaktion der Polen Litauens bildete sie eine breite Koalitionsregierung, die im Seimas über eine Mehrheit von 86 von 140 Sitzen verfügte. Parteichef Algirdas Butkevičius übernahm das Amt des Premierministers.
Die LSDP stellte Zigmantas Balčytis als Kandidat bei den Präsidentenwahlen 2014 auf. Mit 13,83 Prozent der Stimmen erreichte Balčytis als Zweitplatzierter zwar die Stichwahl. In dieser konnte er sich mit 40,92 Prozent zu 59,08 Prozent der Stimmen jedoch nicht gegen Amtsinhaberin Dalia Grybauskaitė durchsetzen. Bei der kurz darauf stattfindenden Europawahl erreichte die LSDP mit 17,27 Prozent etwa so viele Stimmen wie der Vaterlandsbund, gewann aber nur noch zwei Sitze. Vilija Blinkevičiūtė und Zigmantas Balčytis zogen für die Partei ins Europaparlament ein.
Bei den Parlamentswahlen 2016 entfielen auf die LSDP 14,42 Prozent der Stimmen und nur noch 17 von 140 Mandaten. Sie war nur noch drittstärkste Kraft im Seimas. Die meisten Sitze erlangte überraschend der Bund der Bauern und Grünen. Parteivorsitzender Butkevičius kündigte nach der Wahl seinen Rückzug vom Parteivorsitz an. Die LSPD trat zunächst als Juniorpartner in die Regierung des neuen Premiers Saulius Skvernelis ein. Nachdem Gintautas Paluckas zum neuen Parteivorsitzenden gewählt worden war, beschloss die Parteiführung im September 2017, die Regierungskoalition zu verlassen. Eine Mehrzahl der LSDP-Seimasabgeordneten, darunter auch die ehemaligen LSDP-Ministerpräsidenten Gediminas Kirkilas und Algirdas Butkevičius, entschlossen sich jedoch dazu, die Regierung weiterhin zu stützen. Daraufhin spaltete sich die Parlamentsfraktion. Die aus der LSDP-Fraktion ausgetretenen Mitglieder gründeten gemeinsam mit ehemaligen Mitgliedern der Arbeitspartei im März 2018 die Sozialdemokratische Arbeitspartei Litauens (LSDDP).

### Vorsitzende
- 1989–1991: Kazimieras Antanavičius
- 1991–1998: Aloyzas Sakalas
- 1998–2001: Vytenis Andriukaitis
- 2001–2007: Algirdas Brazauskas
- 2007–2009: Gediminas Kirkilas
- 2009–2017: Algirdas Butkevičius
- 2017–2021: Gintautas Paluckas
- 2021–2025: Vilija Blinkevičiūtė
- 2025: Gintautas Paluckas
- Seit 2025: Mindaugas Sinkevičius

## Bekannte Mitglieder

### Nationale Politiker
- Algirdas Brazauskas (1932–2010), Präsident, Ministerpräsident, Vorsitzender des litauischen Seimas
- Gediminas Kirkilas (1951–2024), Ministerpräsident, Verteidigungsminister
- Arūnas Kundrotas (* 1963), Umweltminister
- Roma Žakaitienė (* 1956), Bildungs- und Wissenschaftsministerin
- Česlovas Juršėnas (* 1938), Vorsitzender des litauischen Seimas, Journalist.
- Justinas Karosas (1937–2012), Mitglied des Seimas, marxistischer Philosoph in der Sowjetunion
- Mindaugas Sinkevičius (* 1984), Wirtschaftsminister
- Gintautas Paluckas (* 1979), Ministerpräsident

### Abgeordnete des Europäischen Parlaments
- Zigmantas Balčytis (* 1953), ehemaliger Ministerpräsident und Finanzminister
- Justas Vincas Paleckis (* 1942), Diplomat
- Vilija Blinkevičiūtė (* 1960), Verwaltungsjuristin, Sozialministerin